# Vicente Jorge Silva
Pour les articles homonymes, voir Silva.
Vicente Jorge Silva, né à Funchal le 8 novembre 1945 et mort le 8 septembre 2020, était un cinéaste, un journaliste et un homme politique portugais.

## Biographie
Sa carrière dans la presse écrite commence par un poste de directeur du journal Comércio do Funchal, publication qui joua un rôle important dans l'évolution de la presse régionale portugaise. Il poursuit avec un poste de rédacteur en chef de l'hebdomadaire Expresso. Plus tard, il crée et dirige le journal Público. Éditorialiste au Diário Económico et au Diário de Notícias, il y a travaillé  pour l'hebdomadaire Sol.
Entre-temps, il été député sous les couleurs du Parti socialiste portugais dans une circonscription de Lisbonne.
Il meurt le 8 septembre 2020.

## Filmographie
- 1997 : Porto Santo
- 1978 : Vicente Fotógrafo
- 1977 : Bicicleta (court-métrage)
- 1976 : O Discurso do Poder
- 1961 : O Limite e as Horas (court-métrage)